# Kutir-Nahhunte III
Kutir-Nahhunte III, o Kudurnakkhunte III (siglo XII a. C.), fue el tercer rey de la dinastía Shutrukida de Elam. Hijo y sucesor de Shutruk-Nahhunte, gobernó en Babilonia, después de que su padre la conquistase. De él dicen las crónicas: "(Aquel), cuyos crímenes fueron aún mayores que los de sus padres, y sus pecados, más graves todavía que los de ellos". El nuevo rey organizó una especie de ocupación permanente de Babilonia, lo que produjo la cristalización de varios focos de resistencia, bajo el mando unificado de Enlil-nadin-ahi, el último rey de la dinastía Casita.
La resistencia nacionalista que ofreció aquel pueblo, que se había dejado conquistar sin demasiado esfuerzo, desencadenó la cólera de Kutir-Nahhunte. Una vez más las crónicas registran el hecho: <<..Y barrió a toda la población de Acad, como si fuera el diluvio. Convirtió a Babilonia, y a los lugares de culto famosos en un montón de ruinas>>. Enlil.nadin-ahi fue conducido, cautivo a Elam, y el dios Marduk fue, de nuevo, exiliado.